# Легат Варади
Легат породице Варади представља заоставштину угледне зрењанинске адвокатске породице Варади, који се чува у Народном музеју Зрењанин. Настао је на иницијативу професора др Тибора Варадија 2016. године.

## Породица Варади
Породица Варади (мађ. Várady) била је међу најугледнијим породицама у Зрењанину. Била је присутна у јавном и друштвеном животу града од краја 19. века. Породичну адвокатску канцеларију основао је др Имре Варади по повратку са студија из Будимпеште 1893. године. Канцеларија је радила све до 2014. године. У њој су радиле три генерација адвоката: Имре, његов син Јожеф, као и унуци Тибор и Имре.
Др Имре Варади (Катарина, 1867 — Зрењанин, 1959) био је угледни адвокат, политичар, посланик у Угарском парламенту (1905—1910), главни и одговорни уредник неколико бечкеречких листова, предводник мађарске националне мањине у Банату, народни посланик и сенатор Краљевине Југославије.
Др Јожеф Варади (Велики Бечкерек, 1912 — Зрењанин, 1988) студирао је право у Загребу и Паризу. Био је угледни адвокат, председник Адвокатске коморе Војводине, потпредседник Савеза адвокатских комора Југославије и Међународне уније адвоката, члан Матице српске. Добитник је бројних признања и одликовања.
Проф. др Тибор Варади (Петровград, 1939 — ), завршио је Правни факултет у Београду, а звање доктора правних наука стекао на Универзитету Харвард. Био је редовни професор на Правном факултету у Новом Саду и професор емеритус на Средњоевропском универзитету у Будимпешти. Редовни је члан Српске академије наука и уметности и члан међународног Сталног арбитражног суда у Хагу. Био је министар правде у Савезној влади Милана Панића 1992. године. Објавио је преко 250 научних радова на српском, енглеском, мађарском, француском и немачком језику.
Имре Варади млађи (Зрењанин, 1949 — Зрењанин, 1996) водио је заједно са оцем породичну адвокатску канцеларију. Био је члан и потпредседни управног одбора Адвокатске коморе Војводине и представник Југославије у управном одбору Међународне уније адвоката. Након његове смрти, адвокатску канцеларију је до затварања водила његова супруга Јудита.

## Легат
Професор Тибор Варади и његова породица поклонили су Народном музеју Зрењанин богату историјску грађу: дипломе, фотографије, белешке, позивнице, легитимације. Због недостатка простора, само део ових докумената изложен је у зидним нишама као и по намештају. Поред ових, ту су и други лични предмети, као што су писаћа машина Јожефа Варадију из 1937. године, тога Тибора Варадија која је коришћена пред Међународним судом правде у Хагу, као и више печата, медаља и других предмета.
У легату се налазе и предмети Уметничког одељења, поклон породице Варади. Ту је пејзаж „Ветрењаче у Куману” Ласла Кезди-Ковача (1864—1942) из 1891. године, потрети Имреа и његове супруге Мете Варади, дела Јаноша Ајха-Береца (1900—1943) из 1941. године.
Збирци примењене уметности припадају намештај из некадашње канцеларије Варади као и барокна салонска гарнитура коју чине сто, две столице и две фотеље, која се некада налазила у поседу племића и генерала Ернеа Киша (1799—1849).